# Desktop Purchasing System
Ein Desktop Purchasing System ist ein Anwendungsprogramm, mit dem Mitarbeiter eines Unternehmens Verbrauchsmaterialien bestellen können. Bei dem Begriff handelt es sich um einen Scheinanglizismus, den es in englischer Sprache nicht gibt.

## Notwendigkeit DPS
Operative und strategische Einkaufsarbeit wird seit Mitte der 90er Jahre zunehmend durch ERP-Systeme (Enterprise Resource Planning) bzw. MRP-Systeme (Material Resource Planning) EDV gestützt begleitet. Hierbei liegt der Fokus auf dem direkten Bereich, also auf Produktionsmaterialbeschaffung oder Produkte für den Vertrieb.
Anders sieht es jedoch bei der Beschaffung von indirekten so genannten MRO- (Maintenance Repair Operating-) Produkten aus, also Produkten die nicht direkt in das Endprodukt eingehen. Hier wird die strategische Betrachtung oft vernachlässigt, obwohl diese Größe in Summe jedoch oft einen nicht unerheblichen Anteil des Gesamtbeschaffungsvolumens darstellt.
Grund genug, die Beschaffung von indirekten/MRO-Produkten auch strategisch zu betrachten. Viele große Unternehmen wickeln dies ebenfalls über ihre ERP-Systeme ab. Diese bieten eine Vielzahl von Funktionsmöglichkeiten in tiefen Menüstrukturen an, die jedoch für Mitarbeiter, die das System nicht täglich nutzen, schwer zu beherrschen sind.

## Desktop Purchasing System
Die Problematik liegt also darin, die Beschaffungen von direkten und indirekten/MRO-Produkten transparent zu gestalten, sodass eine strategische Betrachtung möglich ist, jedoch auf einer einfachen Plattform, die von jedem Mitarbeiter beherrschbar sein sollte – dem Desktop Purchasing System, kurz DPS genannt. Der Anteil an C-Teilen bei den indirekten/MRO Produkten ist durch E-Procurement automatisierungsfähig. Mit Hilfe von Desktop Purchasing Systemen hat der Bedarfsträger die Möglichkeit, in einem Katalogangebot selbstständig und ohne Einschaltung der Einkaufsabteilung, eine Bestellung beim Lieferanten zu platzieren.
Trotz der Automatisierung im DPS handelt es sich um einen kontrollierten Beschaffungsprozess. Mit dem Lieferanten wird ein Rahmenvertrag geschlossen. Hierbei werden beispielsweise Laufzeit, mögliche Warengruppen und die dazu vereinbarten Rabatte fixiert. Die freigegebenen Artikel erscheinen im DPS-Katalog und sind nach Legitimation des Users, im Rahmen des jeweiligen Budgets, zur direkten Bestellung möglich, wobei die Kosten intern auf die Userkostenstelle verbucht werden.
Die Anwendung ist eine Form von E-Procurement Lösungen, was in der Praxis etwa 60 bis 70 % des Einkaufsvolumens transparent und automatisiert abwickeln kann (Erfahrungswerte aus dem strategischen Einkauf). Darin steckt also ein gewaltiges Einsparpotenzial, wenn man bedenkt, dass bei größeren Unternehmen die Prozesskosten zum Einkauf von Sekundärgütern bei 60 bis 100 Euro pro Transaktion liegen. Mit Anwendung von E-Procurement sind Prozesskosten zwischen 6 Euro und 8 Euro realisierbar. Durch diese Automatisierung haben Mitarbeiter des Einkaufs die Möglichkeit, sich Mehrwert bringenden Aufgaben zu widmen.